# Bahnhof Berlin Alexanderplatz
Der Bahnhof Berlin Alexanderplatz liegt im Zentrum von Berlin an der Berliner Stadtbahn. Er ist zusammen mit dem anschließenden U-Bahnhof Alexanderplatz einer der wichtigsten Verkehrsknotenpunkte in Berlin. Die Eisenbahnstation besteht betrieblich aus einem Haltepunkt an den Ferngleisen, der von einer Reihe von Regionalzügen bedient wird, und einem Durchgangsbahnhof an den S-Bahn-Gleisen der Stadtbahnstrecke. Der U-Bahnhof ist eine der bedeutendsten Stationen im Netz der Berliner U-Bahn, hier kreuzen sich drei Linien.
Bei den Zahlen der täglichen Fahrgäste im S-Bahn-Verkehr stand die Station 2018 an dritter Stelle hinter den Bahnhöfen Ostkreuz und Friedrichstraße mit etwa 140.000 Reisenden. Mit täglich insgesamt 152.000 Reisenden und Besuchern zählt der Bahnhof 2019 zu den 20 meistfrequentierten Stationen im Netz der Deutschen Bahn und steht damit an sechster Stelle in Berlin.
Die Gesamtanlage der Station mit S- und U-Bahnhof steht unter Denkmalschutz.

## Lage
Der Bahnhof liegt im Berliner Ortsteil Mitte unweit des historischen Ortskerns von Berlin am Alexanderplatz zwischen Dircksen- und Gontardstraße. Er entstand am Streckenkilometer 2,2 der Berliner Stadtbahn, gezählt von Berlin Ostbahnhof. Die Gleise verlaufen in Hochlage auf einem Viadukt annähernd in Südost–Nordwestrichtung. Im darunterliegenden Zugangsbauwerk gibt es eine Reihe von Läden und gastronomischen Einrichtungen sowie ein Reisezentrum und eine Verbindung zur U-Bahn. Unterirdisch liegen nordöstlich der Eisenbahntrasse drei betrieblich unabhängige Bahnhöfe der U-Bahn. Der Bahnsteig der U8 liegt wenige Meter vom Bahnhof der Eisenbahn entfernt annähernd parallel zu den Gleisen. Etwa 200 Meter nordöstlich befindet sich der Bahnsteig der U2. Dazwischen liegt eine Ebene tiefer der Bahnsteig der U5.
Straßenbahnhaltestellen gibt es zu beiden Seiten der Bahnhofshalle, Bushaltestellen liegen an der Karl-Liebknecht-Straße und der Grunerstraße, die beide von den Eisenbahngleisen überquert werden.
Wie alle Stationen in Berlin gehört auch diese zum Verkehrsverbund Berlin-Brandenburg (VBB). Wegen seiner Lage am Berliner Fernsehturm und dem Einkaufszentrum Alexa sowie der Nähe zur Museumsinsel, zum Nikolaiviertel und dem Roten Rathaus ist der Bahnhof ein beliebter Ausgangspunkt für Touristen.

## Stadtbahnhof

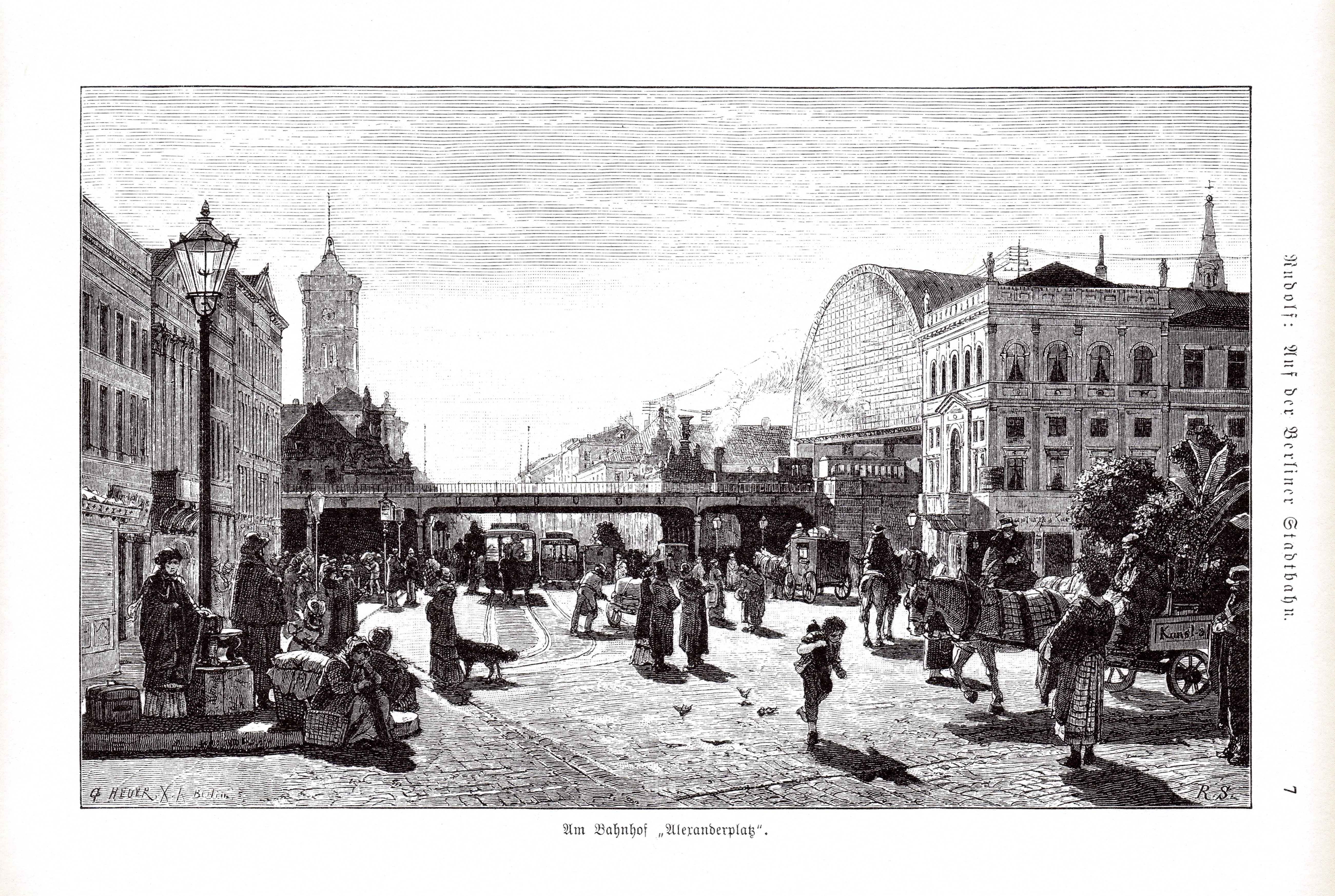
Bahnhof Alexanderplatz, Holzstich, 1882

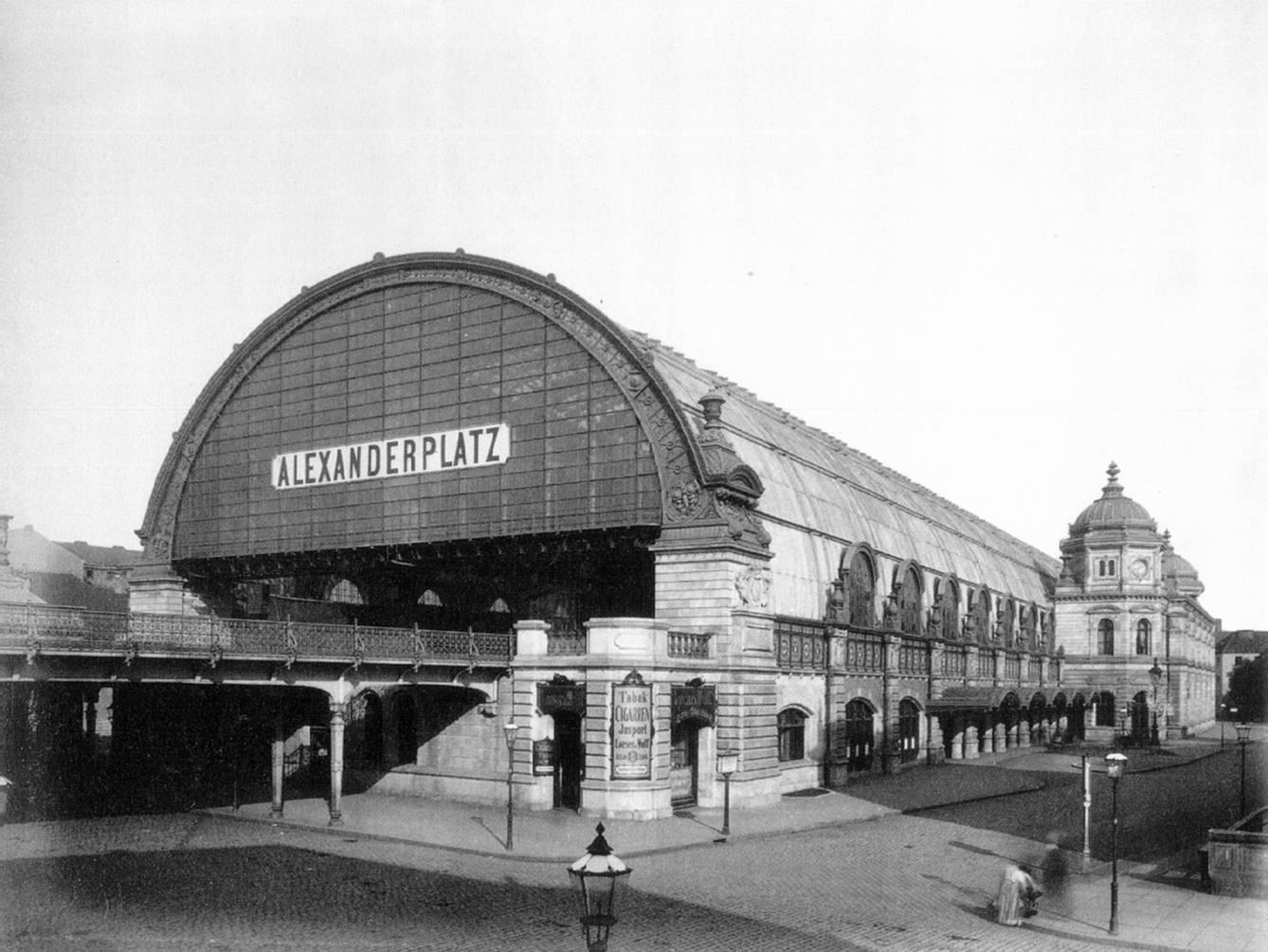
Bahnhof Alexanderplatz um 1885

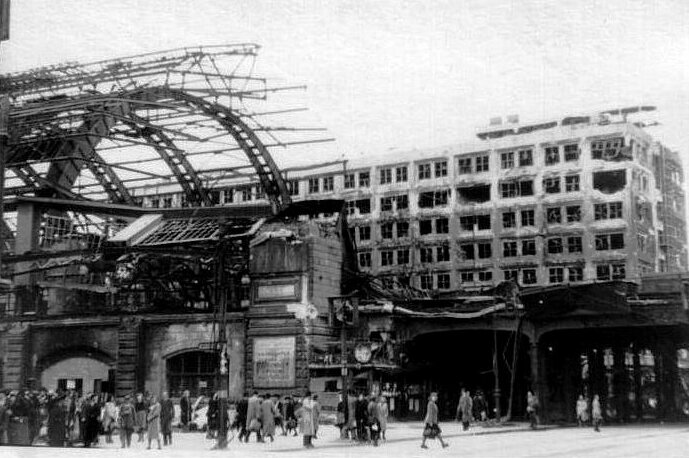
Kriegsschäden im Mai 1945

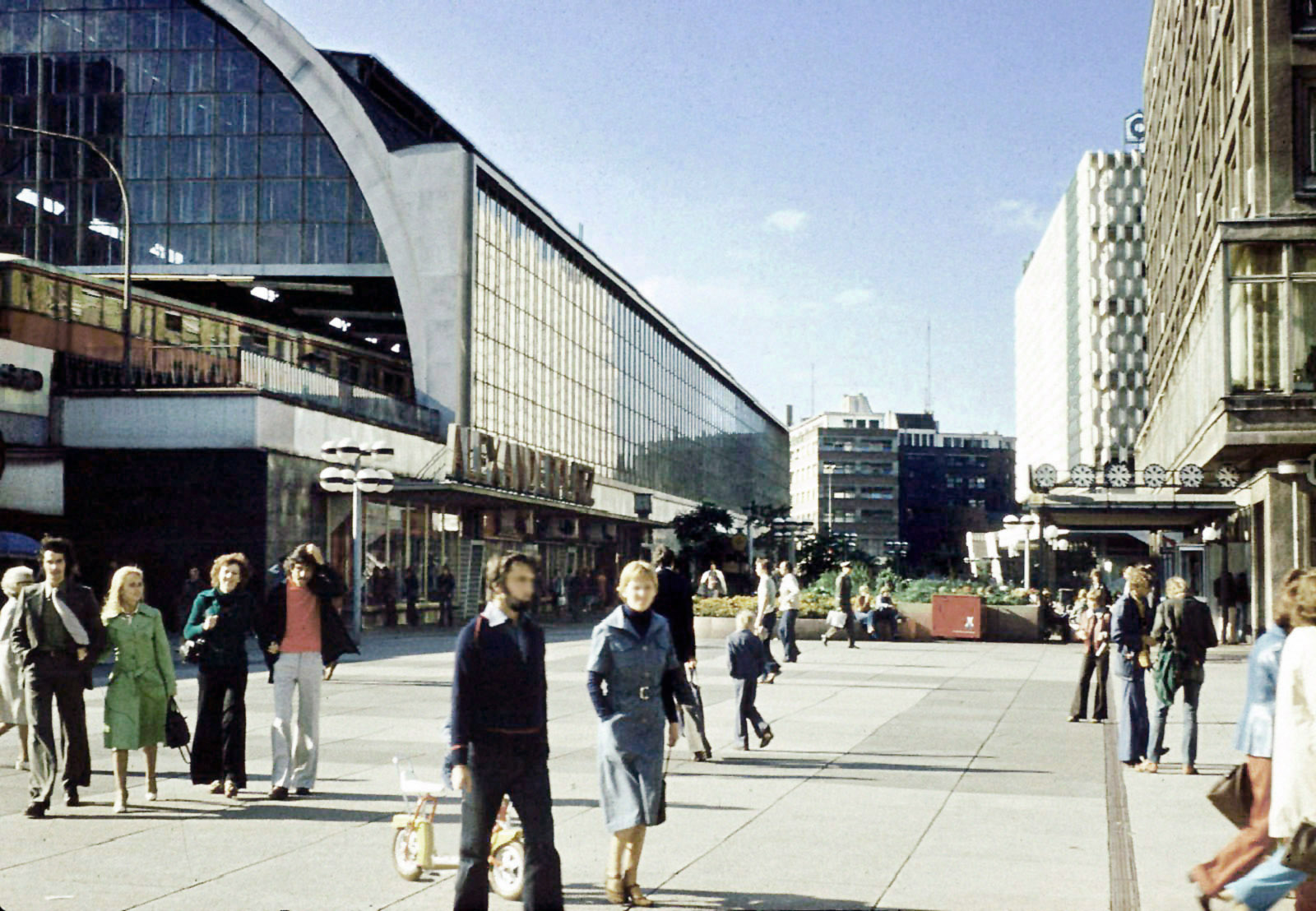
In den 1980er Jahren

Für die ab 1875 gebaute Berliner Stadtbahn errichteten Bauleute nach Entwürfen von Johann Eduard Jacobsthal von 1881 bis 1882 am Alexanderplatz der gleichnamige Bahnhof. Der Bau erfolgte auf dem zugeschütteten Königsgraben, einem ehemaligen Festungsgraben Alt-Berlins. Der Bahnhof wurde als viergleisiger Durchgangsbahnhof mit Mittelbahnsteigen angelegt und mit einer 164 Meter langen, halbrunden Bahnsteighalle ausgestattet. Die meisten Betriebsräume des Bahnhofs fanden in den gemauerten Viaduktbögen ihren Platz. Auf der Ostseite des Bahnhofs entstand zusätzlich ein an den Enden überkuppelter zweigeschossiger Vorbau. Die ersten Züge im Vorortverkehr hielten am 7. Februar 1882 im Bahnhof Alexanderplatz, die ersten Fernzüge gut drei Monate später zum Fahrplanwechsel am 15. Mai.
Zwischen 1925 und 1926 wurde die Bahnsteighalle nach Entwürfen von Friedrich Hülsenkampf erneuert. Die alte Halle war durch mangelnde Unterhaltungsmaßnahmen während des Ersten Weltkriegs und der Inflationszeit baufällig geworden. Bei der Neugestaltung der Halle legte die Deutsche Reichsbahn vor allem auf eine verbesserte Beleuchtung der Bahnsteige wert.
Am 11. Juni 1928 begann das S-Bahn-Zeitalter auf der Stadtbahn und somit auch im Bahnhof Alexanderplatz. Zu Beginn der Traktionsumstellung fuhren allerdings noch teilweise Dampflokomotiven, die nach und nach durch elektrische Triebwagen ersetzt wurden.
Von 1929 bis 1932 fand ein Umbau der Schalterhallen und Warteräume statt. Die Entwürfe hierfür fertigte der Architekt Reichsbahnoberrat Fritz Hane. Dieser Umbau stand im Zusammenhang mit der zu dieser Zeit durchgeführten notwendigen statischen Verstärkung der Stadtbahnbögen. Die Freilegung der Bahnhofsfundamente zur Verstärkung derselben wurde genutzt, um den Bahnhof mit einem Kellergeschoss auszustatten. Auch ein direkter Übergang zum zeitgleich gebauten Umsteigebahnhof der Untergrundbahn (siehe unten) wurde angelegt und mit Rolltreppen ausgestattet.
Die Luftangriffe der Alliierten auf Berlin im Zweiten Weltkrieg beschädigten den Bahnhofskomplex am 23. November 1943 durch Bombentreffer. Während der Schlacht um Berlin ruhte ab April 1945 der S-Bahn-Verkehr im Bahnhof Alexanderplatz. Der Fernverkehr war bereits 1942 eingestellt worden. Die Wiederaufnahme des S-Bahn-Verkehrs erfolgte am 4. November 1945. Ab Ende 1945 fand der Wiederaufbau bzw. die Sanierung des Bahnhofsgebäudes statt, die bis 1951 andauerte.
Bereits ab dem Jahr 1962 fand die nächste Umgestaltung statt, die vor allem im Zusammenhang mit der Beseitigung des oberirdischen Kreisverkehrs zusammenhing. Bis 1964 wurde das Bahnhofsgebäude nach Entwürfen der Architekten Hans Joachim May und Günter Andrich dem am Alexanderplatz entstehenden sozialistischen Stadtbild angepasst. Die Seitenwände erhielten eine schlichte hohe Verglasung und der Unterbau eine Granit-Verblendung. Durch den Unterbau wurde quer eine Fußgängerpassage geführt. Der Architekt Günter Andrich und der Statiker Günter Matzko erhielten für die Rekonstruktion einen internationalen Architekturpreis, der in Westmark ausgezahlt werden sollte und den sie deshalb nicht empfangen durften.
Außerdem benutzte nun die S-Bahn auch eine Seite des seit 1942 außer Betrieb befindlichen Fernbahnsteigs, der hierfür von rund 70 auf 96 Zentimeter erhöht wurde. Seitdem war eine wesentlich flexiblere Betriebsführung möglich. Aufgrund des hohen Taktes von bis zu 90 Sekunden auf der Stadtbahn endeten auch einige Zuggruppen am S-Bahnsteig (Innenseite), um als Rangierfahrt in das Kehrgleis 13 zu fahren und von dort am ehemaligen Fernbahnsteig in entgegengesetzter Fahrtrichtung zu beginnen.
Nach der politischen Wende plante der nun zuständige Senat von Berlin wiederum eine Umgestaltung des Bahnhofs beziehungsweise der Stadtbahnbögen, diesmal eher mit Blick der Deutschen Bahn auf die Vermarktung der Flächen. Die Architekten Robert Paul Niess und Rebecca Chestnutt erstellten für den Umbau ein Konzept der „Architektur der Zeitschichten“. Mit diesem sollten Segmente der verschiedenen Entwicklungsstadien des Bahnhofs erhalten bzw. sichtbar gemacht werden. Der Umbau dauerte von 1995 bis zum 12. März 1998. Die „Zeitschicht DDR“ wurde bei diesem Umbau jedoch nicht dokumentiert, sondern komplett entfernt. In den umgebauten Bahnhof zogen zahlreiche Geschäfte sowie ein S-Bahn-Kundenzentrum und ein DB-Reisezentrum ein. Die S-Bahn hält seit 1998 wieder ausschließlich am östlichen Bahnsteig, während der westliche Bahnsteig nun den Zügen des Regionalverkehrs dient.
Seit Mitte 2015 erfolgt am S-Bahnsteig in Fahrtrichtung Westen die Zugabfertigung durch den Triebfahrzeugführer mittels Führerraum-Monitor (ZAT-FM).
Das Erdgeschoss des Bahnhofes soll zwischen Ende 2025 und 2029 umfangreich renoviert werden. Es sollen dabei auch die Gebäudetechnik und der Brandschutz verbessert werden. Das Erdgeschoss wird hierfür vollständig entkernt, weswegen alle Mieter ausziehen müssen. Der Verkehr auf der Stadtbahn und der U-Bahn soll im Wesentlichen ohne Unterbrechung weiterlaufen.

## U-Bahnhof

### Überblick

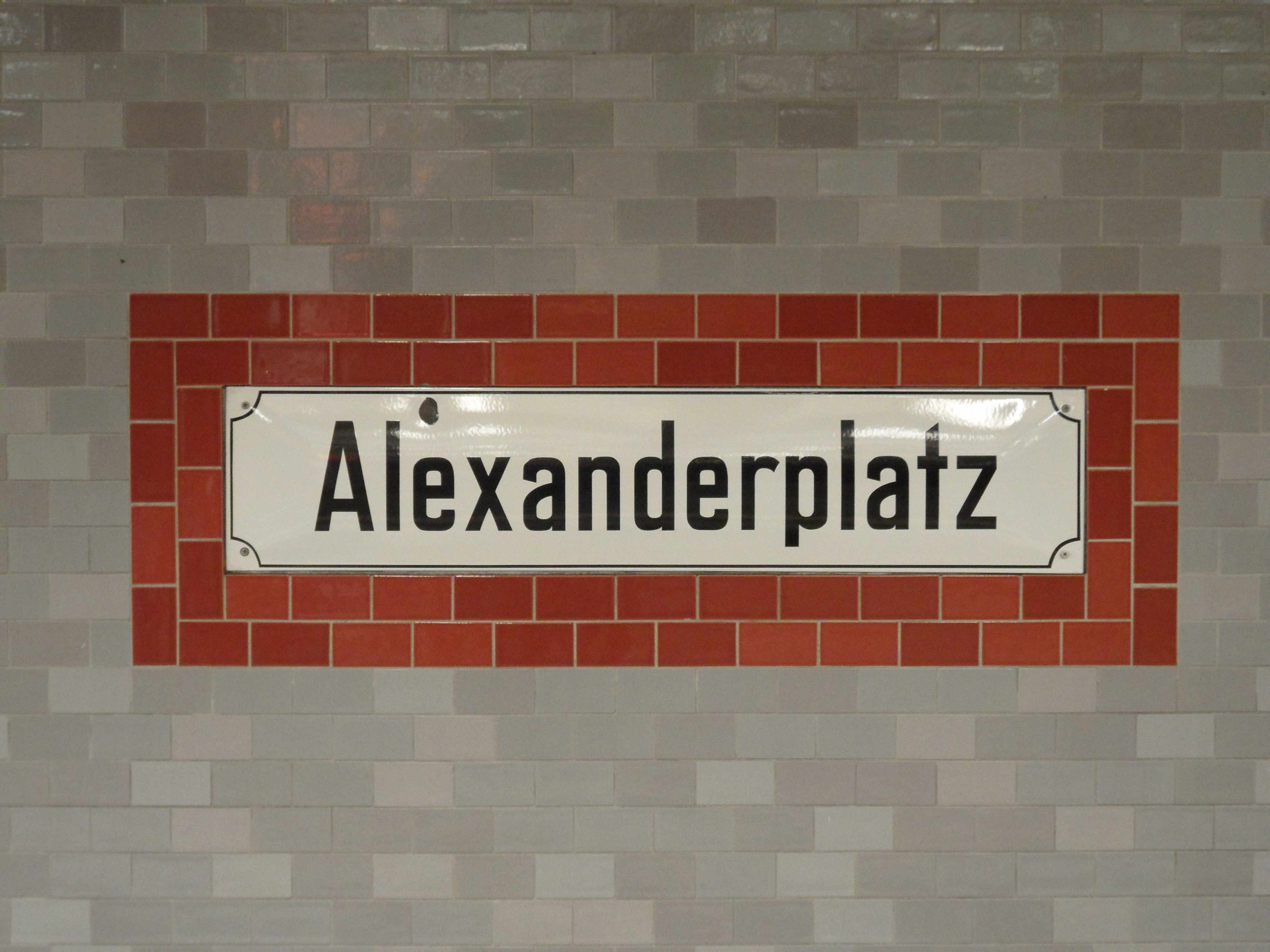
Bahnhofsschild im U-Bahnhof der Linie U2

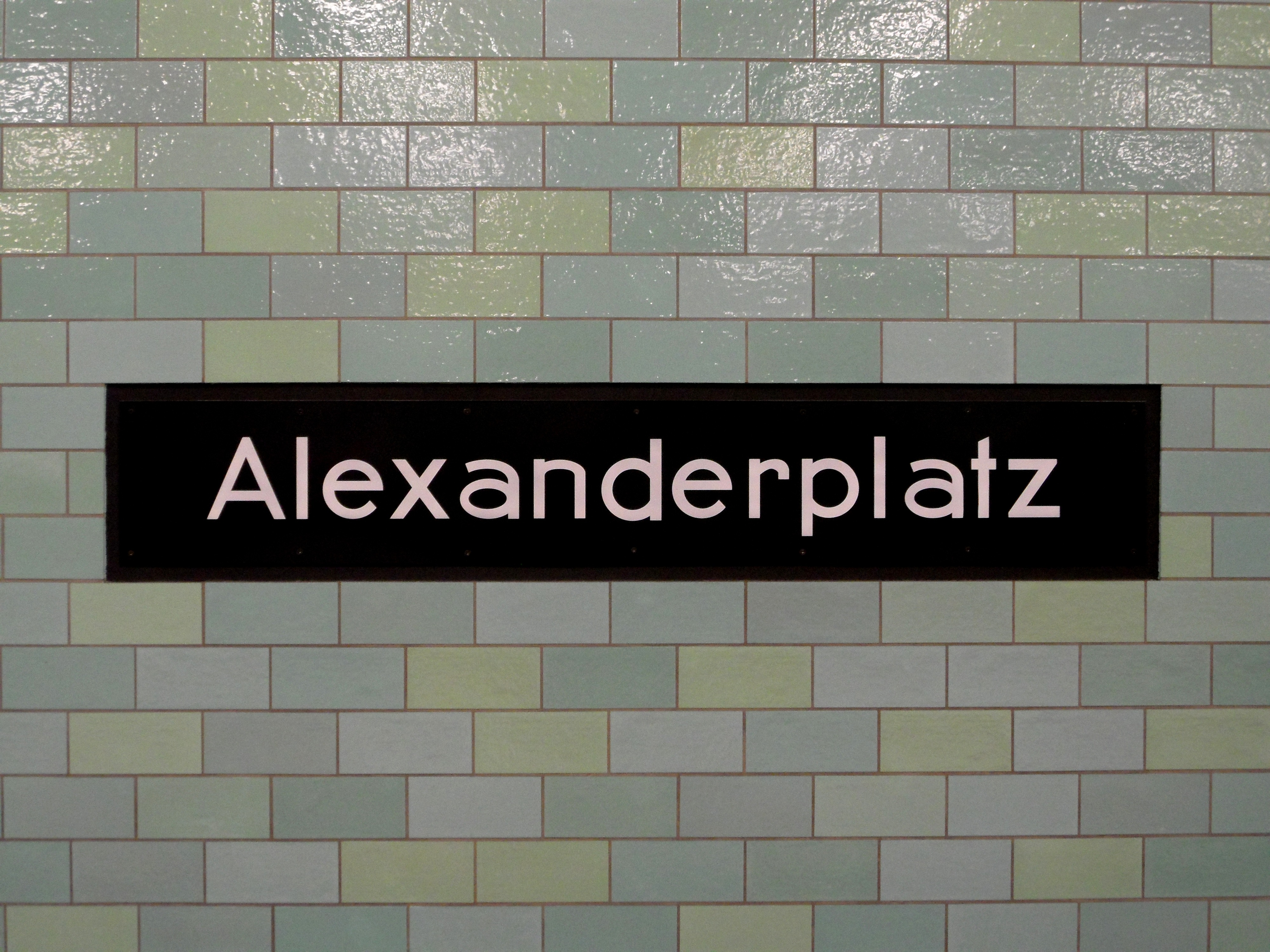
Bahnhofsschild im U-Bahnhof der Linie U5 (ähnlich, aber größer als diejenigen der U8)

Plan der U-Bahn-Linien und U-Bahnhöfe am Alexanderplatz

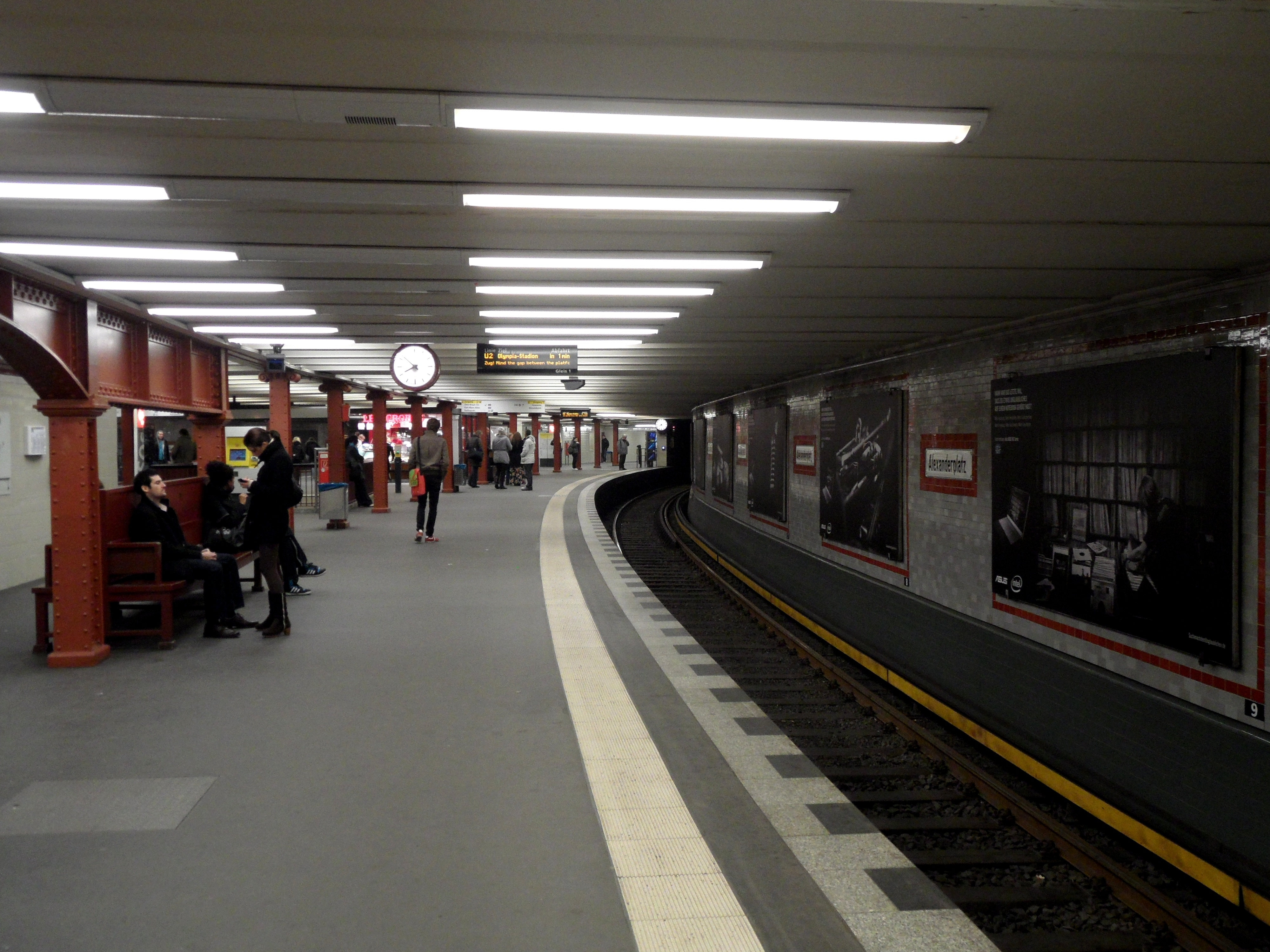
Bahnsteig der Linie U2

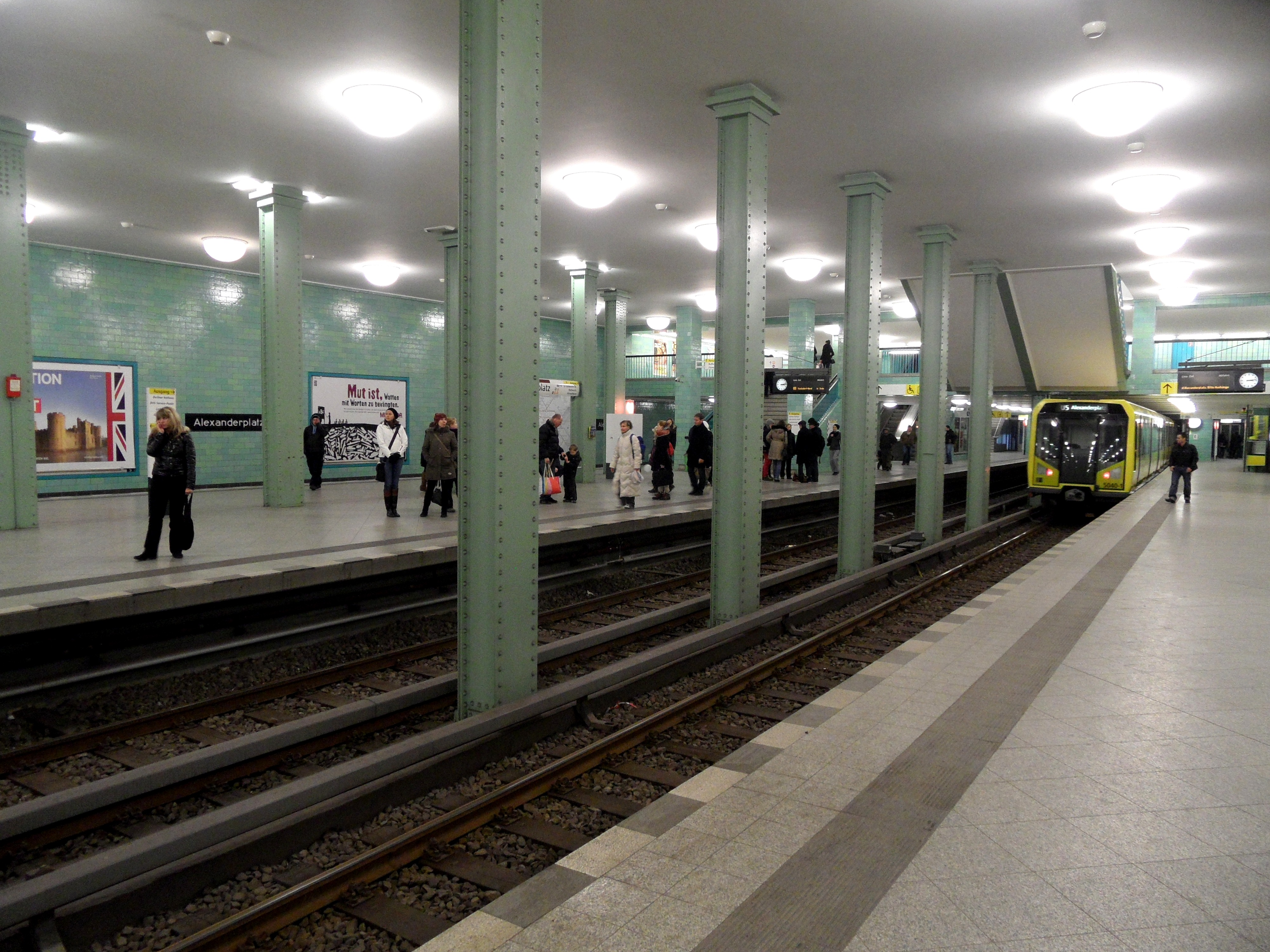
Bahnsteig der Linie U5

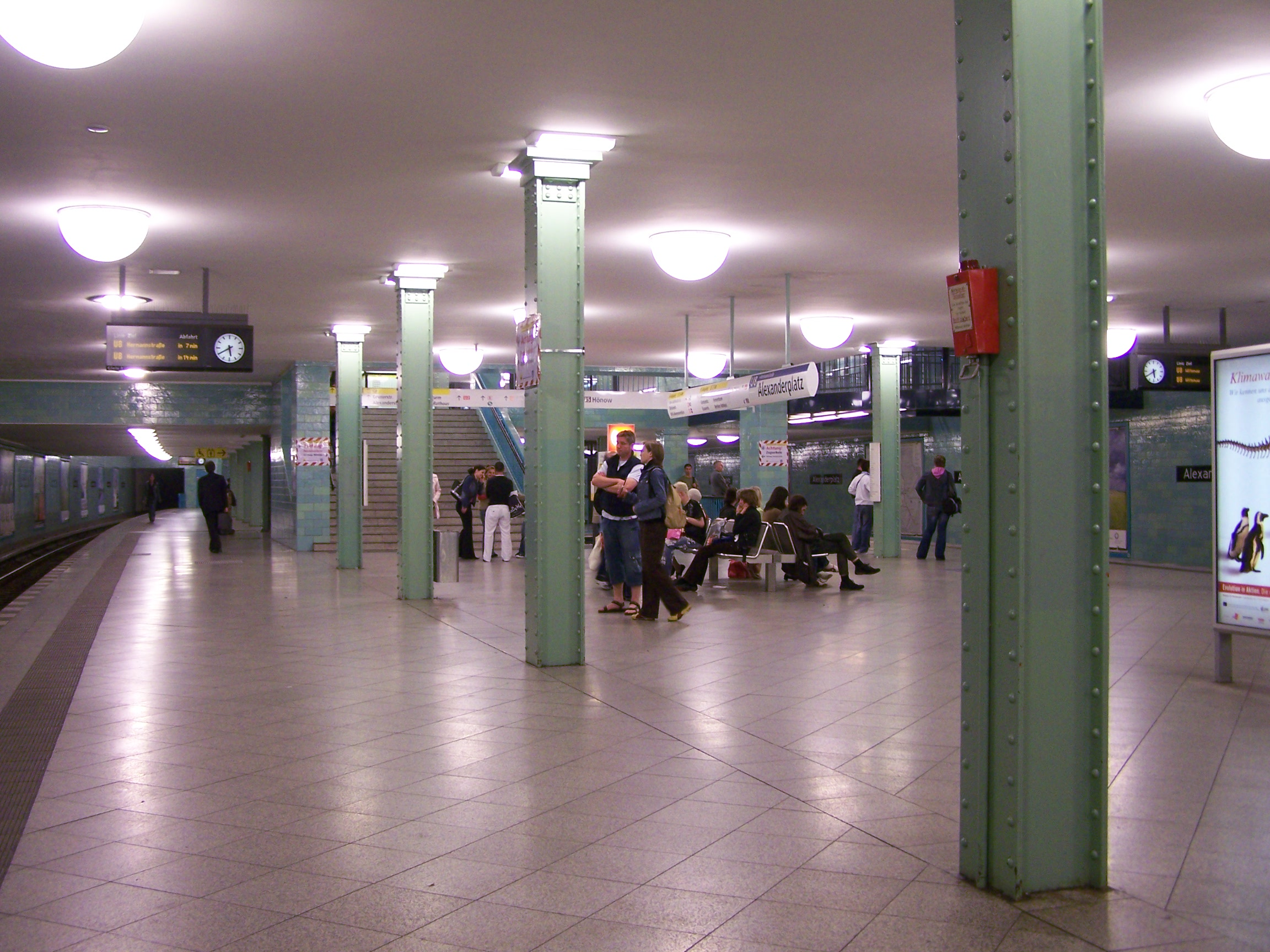
Bahnsteig der Linie U8

Der U-Bahnhof Alexanderplatz ist flächenmäßig der größte U-Bahnhof der Berliner U-Bahn. Dort fahren die Linien U2, U5 und U8. Der Bahnhof ist H-förmig angelegt; die U2 fährt im östlichen Arm, die U8 im westlichen Arm und die U5 auf der tiefer gelegenen Querebene. Die Bahnsteige der U2 und U8 werden außerdem durch eine Ladenpassage über dem Bahnhof der U5 miteinander verbunden.
Der von Alfred Grenander geplante Bahnsteig der heutigen Linie U2 wurde zwischen 1910 und 1913 erbaut und am 1. Juli 1913 eröffnet. Damals wurde unter dem Bahnsteig ein Rohbaufragment für eine zukünftige Linie nach Friedrichshain errichtet. Diese wurde jedoch aufgrund des Ersten Weltkriegs nie gebaut.
Wenige Jahre später wollte die AEG eine eigene U-Bahn-Linie in Nord-Süd-Richtung bauen (die heutige Linie U8). Dafür wurde westlich des Viaduktes der Stadtbahn bereits ein Tunnel gegraben. Nachdem die AEG das Projekt aus finanziellen Gründen jedoch nicht fertigstellen konnte, übernahm die Stadt Berlin die angefangene Linie. Die Experten entschlossen sich jedoch, die neue Linie über den Alexanderplatz zu führen, um so einen Anschluss an die heutige Linie U2 zu ermöglichen. Ab 1926 wurde dieser neue Bahnhof neben der Stadtbahn gebaut und am 18. April 1930 eröffnet.
Bereits 1926/1927 begann der Bau einer neuen Strecke Richtung Osten, der heutigen Linie U5. Der viergleisige Bahnhof wurde quer zu den bereits bestehenden Bahnhöfen angelegt und verbindet diese. Die äußeren Gleise sind für eine weitere Linie (Planungsname: U3) nach Weißensee vorgesehen. Diese Linie ist bisher (Stand 2020) nicht realisiert worden. Der Bahnhof der heutigen U5 wurde am 21. Dezember 1930 eröffnet. Der Bahnsteig der U5 liegt 11,25 Meter unter der Oberfläche.
Die Bahnhöfe der Linien U5 und U8 sowie die sie verbindende unterirdische Fußgängerebene, die Vorbild für viele ähnliche Anlagen in anderen Städten werden sollte, entstanden als einheitlich geplantes Bauwerk im Stil der Neuen Sachlichkeit. Architekt war wiederum Alfred Grenander, dessen Stil sich in den 17 Jahren seit Vollendung des U2-Bahnsteigs deutlich gewandelt hatte. Statt durch historisierende Details, wie die an ionische Säulenkapitelle erinnernden Stützenköpfe, wirken die späteren Bauteile des Schnellbahnknotens durch durchdachte Raumfolgen, Blickbeziehungen und die Klarheit der räumlichen Komposition.
Nach dem Bau der Berliner Mauer am 13. August 1961 und der damit vollständigen Teilung Berlins wurde der Bahnsteig der Linie U8 vom restlichen Bahnhof abgetrennt und seine Zugänge wurden zugemauert, da die Züge der vom West- durch den Ost- zurück in den Westsektor verkehrenden Linie hier ohne Halt durchfuhren. Damit gehörte der Bahnsteig zu den „Geisterbahnhöfen“. Um die Existenz des Bahnsteigs zu verschleiern, waren die vermauerten Stellen mit originalgetreuen Kopien der bahnhofstypischen Wandfliesen verkleidet.
Nach der politischen Wende wurde der U-Bahnhof umfassend für 36 Millionen Euro saniert. Dabei verwendete die BVG wieder die charakteristischen türkisfarbenen Fliesen. Die Bahnsteige der Linien U5 und U8 erhielten neue, helle Granitfußböden, beim Bahnsteig der U2 wurde denkmalgerecht ein neuer Asphaltboden gefertigt. Für den Einbau von Aufzügen wurden einige Treppen umgelegt. Der Bahnhof besitzt aktuell vier Aufzüge, 86 Treppen und neun Ausgänge. Zudem wurde im nordöstlichen Ende der Ladenpassage eine Leitstelle für die Fahrgastinformation in Edelstahl und Glas gebaut. Im Juni 2012 eröffnete ein neues Kundenzentrum der BVG im U-Bahnhof.
Im Sommer 2023 wurde bekannt, dass die Schäden durch das seit Anfang Oktober 2022 beobachtete Absacken des Tunnels der U2 unter dem Alexanderplatz, weswegen diese im Pendelverkehr verkehrte, größer als gedacht sind. Somit hätte möglicherweise auch ein darunterliegender Teil des Bahnhofs der U5 beeinträchtigt sein können. Seit Ende August 2023 fährt die U2 wieder im Normalbetrieb, sodass es erstmal keine weiteren Beeinträchtigung für den Fahrgastverkehr gibt.

### Kehranlage der U5
Westlich des Bahnhofs befindet sich eine viergleisige Kehrgleisanlage. Diese wurde beim Bau in den 1920er Jahren für geplante Streckenverlängerungen bereits doppelgeschossig konzipiert, der untere Teil allerdings mit Sand verfüllt. Von 2010 bis 2020 wurde von hier ausgehend die U5 Richtung Westen verlängert. Seit 4. Dezember 2020 stellt sie die Verbindung über Brandenburger Tor und Bundestag zum Hauptbahnhof her. Im Jahr 2016 begann der Umbau der Kehranlage, um den Anschluss an den doppelstöckigen U-Bahnhof Rotes Rathaus herzustellen, unter dem sich nun die Kehranlage befindet. An die Kehranlage angeschlossen ist der sogenannte „Waisentunnel“, mit dem Fahrzeuge mit der Linie U8 ausgetauscht werden können. Dahinter befindet sich der „Klostertunnel“, der den Übergang zu Linie U2 ermöglicht und eine der beiden Verbindungen zwischen dem Groß- und dem Kleinprofilnetz darstellt.

## Kunst im Bahnhof (Stadtbahn und U-Bahn)

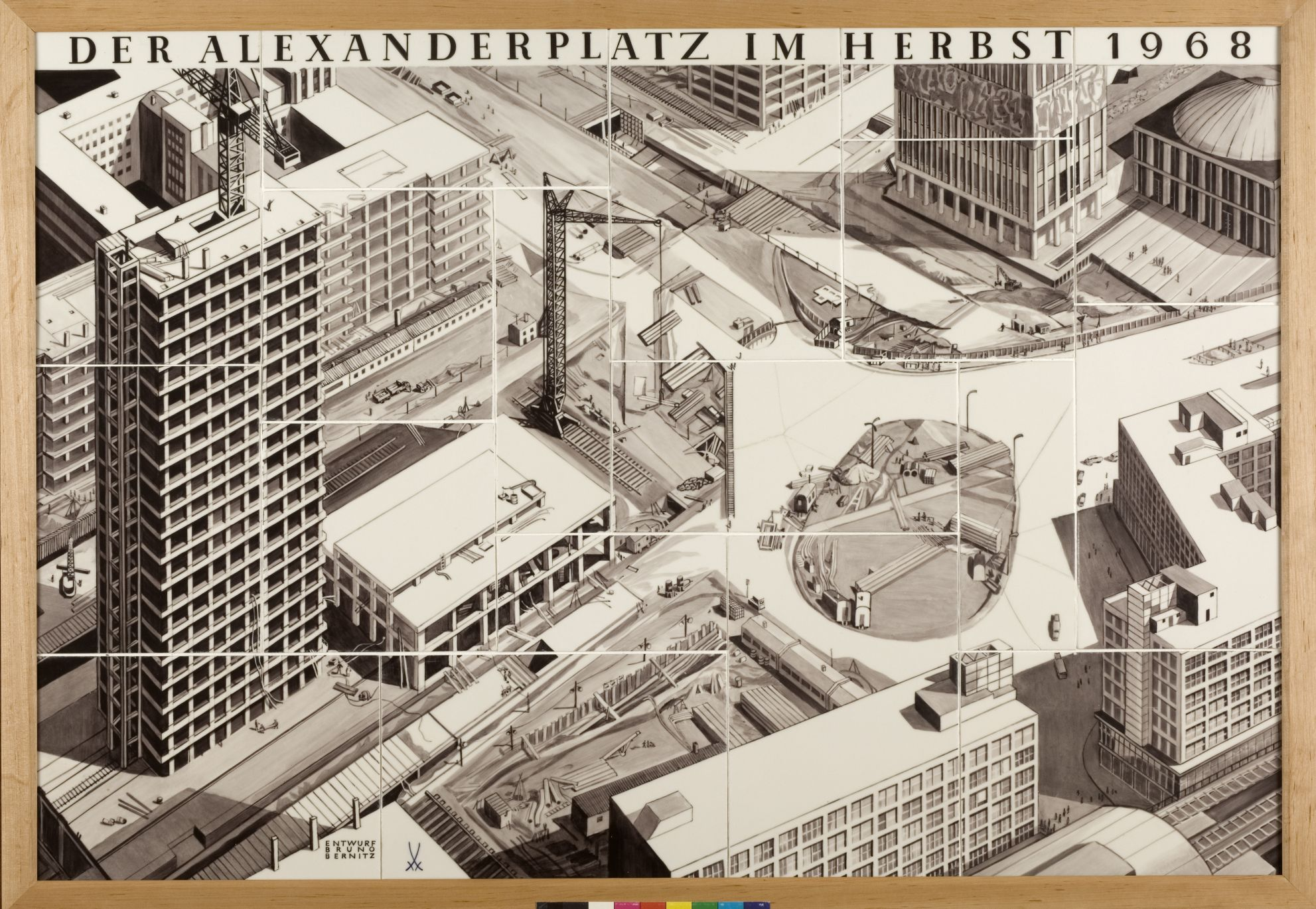
Alex-Neugestaltung, Herbst 1968.
Auf dem Bildnis sind der Künstler (Bruno Bernitz) sowie das Zeichen der Meißner Porzellanmanufaktur, die blauen Schwerter, angegeben

- Geschichte des Platzes auf Kacheln

Als am 21. Dezember 1930 die neue zentrale Umsteigehalle der Bahnhofsanlage eröffnete, waren dort Wandbilder aus Fliesen angebracht, die nach alten Stichen, Karten und Gemälden in der KPM hergestellt worden waren. Es handelte sich um zunächst fünf Bilder, die die Entwicklung des Alexanderplatzes zwischen 1730 und 1920 darstellten. Die Wandfliesen, ausgeführt in den Farben beige und braun, hatten die Maße 70 cm × 110 cm. Kurzfristig kam ein sechstes Bild hinzu, das das Chaos während der Bauarbeiten der Bahnhofsanlage in einer Vogelperspektive zeigte. Die massiven Kriegszerstörungen des Bahnhofs ab 1943 betrafen auch einige Fliesenbilder, die aber von kunstinteressierten Berlinern geborgen und aufbewahrt wurden. Erst bei dem Totalumbau des Bahnhofskomplexes in den 1960er Jahren erinnerten sich einige Menschen an die historischen Wandbilder und sorgten dafür, dass in der Meißner Porzellanmanufaktur nach den Fragmenten, die sich inzwischen im Lager des Ost-Berliner Denkmalamtes in Berlin-Heinersdorf befanden, Kopien entstanden. Die vorherigen sechs Bilder wurden dabei um zwei weitere ergänzt: eins stellte den in Trümmern liegenden S-Bahnhof dar, das zweite bildete die Aufbauarbeiten der 1960er Jahre ab.
Als neuen Anbringungsort wählte der Magistrat die Wände beiderseits eines neu angelegten Fußgängertunnels, der vom Eingang zum Zwischengeschoss zu einem neuen Ausgang am Haus der Elektrotechnik führte. Als im Jahr 2005 im Zusammenhang mit den Kolhoff-Plänen beschlossen wurde, den Fußgängertunnel zuzuschütten, konnte die Direktorin des Stadtmuseums Berlin, Irina Tlustek, die Fliesen bergen, die in das Spandauer Depot des Museums kamen. Die Artefakte der Originalfliesen kamen nach der Kopienherstellung wieder in die Kunstbaracke des VEB Tiefbau Heinersdorf. Nach der politischen Wende verlor sich ihre Spur allerdings.
Die hier genannten Fliesenbilder zeigten:
- Die Gegend am Königstor um 1730
- Ochsenmarkt auf der Contrescarpe vor dem Königstor 1780
- Die Königsbrücke 1785
- 1830: Der Wollmarkt auf dem Alexanderplatz
- Um 1900: Der Alexanderplatz
- Der Alexanderplatz am 1. September 1930
- Berlin Alexanderplatz • Mai 1945
- Der Alexanderplatz im Herbst 1968

- Fast 50 Jahre, von 1958 bis 2006, war der U-Bahn-Bereich der Linie U2 des Bahnhofs Alexanderplatz einer der größten öffentlichen Kunsträume der Stadt Berlin. Künstler und Kunststudenten der DDR und später Gesamtdeutschlands zeigten Fotografien, Collagen, Malereien, Video-Installationen, Graffitikunst u. a. Die sehr unterschiedlichen Werke der über 300 Künstler dieser Jahre gaben der großen Öffentlichkeit einen zeitgemäßen Einblick in das aktuelle Geschehen von Kunst- und Gesellschaft. Im Jahr 2006 verkaufte die Stadt Berlin die Flächen an die Wall AG, die dort seitdem Werbung präsentiert.
- Anlässlich des 150. Geburtstags von Alfred Grenander errichtete die BVG in der Ladenpassage des U-Bahnhofs eine Grenander-Erinnerungs-Stele.[18]

## Anbindung
| Linie | Linienverlauf | Takt in der HVZ                   |
| ----- | --- | --------------------------------- |
| HBX   | Harz-Berlin-Express Berlin Ostbf – Berlin Alexanderplatz – Berlin Hbf – Potsdam – Magdeburg – Halberstadt (Zugteilung) – Quedlinburg – Thale / Wernigerode – Vienenburg – Goslar | Zwei Zugpaare (nur am Wochenende) |
| RE 1  | Magdeburg – Brandenburg – Potsdam – Berlin Alexanderplatz – Erkner – Fürstenwalde (Spree) – Frankfurt (Oder) (– Cottbus) | 20 min                            |
| RE 2  | Nauen – Berlin-Spandau – Berlin Alexanderplatz – Berlin Ostkreuz – Königs Wusterhausen – Lübbenau (Spreewald) – Vetschau – Cottbus | 60 min                            |
| RE 7  | Dessau – Bad Belzig – Michendorf – Berlin-Wannsee – Berlin Alexanderplatz – Königs Wusterhausen – Lübben (Spreewald) – Senftenberg | 60 min                            |
| RE 8  | Wismar – Schwerin – Wittenberge – Nauen – Berlin-Spandau – Berlin Alexanderplatz – Berlin Ostkreuz – Flughafen BER | 60 min                            |
| RB 23 | Golm – Potsdam – Potsdam Griebnitzsee – Berlin-Wannsee – Berlin Alexanderplatz – Berlin Ostkreuz – Flughafen BER | 60 min                            |
|       | Spandau – Stresow – Pichelsberg – Olympiastadion – Heerstraße – Messe Süd – Westkreuz – Charlottenburg – Savignyplatz – Zoologischer Garten – Tiergarten – Bellevue – Hauptbahnhof – Friedrichstraße – Hackescher Markt – Alexanderplatz – Jannowitzbrücke – Ostbahnhof – Warschauer Straße – Ostkreuz – Rummelsburg – Betriebsbahnhof Rummelsburg – Karlshorst – Wuhlheide – Köpenick – Hirschgarten – Friedrichshagen – Rahnsdorf – Wilhelmshagen – Erkner \|\| style="text-align:center"\| 20 min                                                                 |                                   |
|       | Westkreuz – Charlottenburg – Savignyplatz – Zoologischer Garten – Tiergarten – Bellevue – Hauptbahnhof – Friedrichstraße – Hackescher Markt – Alexanderplatz – Jannowitzbrücke – Ostbahnhof – Warschauer Straße – Ostkreuz – Nöldnerplatz – Lichtenberg – Friedrichsfelde Ost – Biesdorf – Wuhletal – Kaulsdorf – Mahlsdorf – Birkenstein – Hoppegarten – Neuenhagen – Fredersdorf – Petershagen Nord – Strausberg – Hegermühle – Strausberg Stadt – Strausberg Nord \|\| style="text-align:center"\| 10 min                                                         |                                   |
|       | Potsdam Hauptbahnhof – Babelsberg – Griebnitzsee – Wannsee – Nikolassee – Grunewald – Westkreuz – Charlottenburg – Savignyplatz – Zoologischer Garten – Tiergarten – Bellevue – Hauptbahnhof – Friedrichstraße – Hackescher Markt – Alexanderplatz – Jannowitzbrücke – Ostbahnhof – Warschauer Straße – Ostkreuz – Nöldnerplatz – Lichtenberg – Friedrichsfelde Ost – Springpfuhl – Poelchaustraße – Marzahn – Raoul-Wallenberg-Straße – Mehrower Allee – Ahrensfelde \|\| style="text-align:center"\| 10 min                                                        |                                   |
|       | Spandau – Stresow – Pichelsberg – Olympiastadion – Heerstraße – Messe Süd – Westkreuz – Charlottenburg – Savignyplatz – Zoologischer Garten – Tiergarten – Bellevue – Hauptbahnhof – Friedrichstraße – Hackescher Markt – Alexanderplatz – Jannowitzbrücke – Ostbahnhof – Warschauer Straße – Treptower Park – Plänterwald – Baumschulenweg – Schöneweide – Johannisthal – Adlershof – Altglienicke – Grünbergallee – Schönefeld (bei Berlin) – Waßmannsdorf – Flughafen BER \|\| style="text-align:center"\| 20 min                                                 |                                   |
|       | Pankow – Vinetastraße – Schönhauser Allee – Eberswalder Straße – Senefelderplatz – Rosa-Luxemburg-Platz – Alexanderplatz – Klosterstraße – Märkisches Museum – Spittelmarkt – Hausvogteiplatz – Stadtmitte – Mohrenstraße – Potsdamer Platz – Mendelssohn-Bartholdy-Park – Gleisdreieck – Bülowstraße – Nollendorfplatz – Wittenbergplatz – Zoologischer Garten – Ernst-Reuter-Platz – Deutsche Oper – Bismarckstraße – Sophie-Charlotte-Platz – Kaiserdamm – Theodor-Heuss-Platz – Neu-Westend – Olympia-Stadion – Ruhleben \|\| style="text-align:center"\| 04 min |                                   |
|       | Hauptbahnhof – Bundestag – Brandenburger Tor – Unter den Linden – Museumsinsel – Rotes Rathaus – Alexanderplatz – Schillingstraße – Strausberger Platz – Weberwiese – Frankfurter Tor – Samariterstraße – Frankfurter Allee – Magdalenenstraße – Lichtenberg – Friedrichsfelde – Tierpark – Biesdorf-Süd – Elsterwerdaer Platz – Wuhletal – Kaulsdorf-Nord – Kienberg (Gärten der Welt) – Cottbusser Platz – Hellersdorf – Louis-Lewin-Straße – Hönow \|\| style="text-align:center"\| 04 min                                                                        |                                   |
|       | Wittenau (Wilhelmsruher Damm) – Rathaus Reinickendorf – Karl-Bonhoeffer-Nervenklinik – Lindauer Allee – Paracelsus-Bad – Residenzstraße – Franz-Neumann-Platz (Am Schäfersee) – Osloer Straße – Pankstraße – Gesundbrunnen – Voltastraße – Bernauer Straße – Rosenthaler Platz – Weinmeisterstraße – Alexanderplatz – Jannowitzbrücke – Heinrich-Heine-Straße – Moritzplatz – Kottbusser Tor – Schönleinstraße – Hermannplatz – Boddinstraße – Leinestraße – Hermannstraße \|\| style="text-align:center"\| 05 min                                                   |                                   |

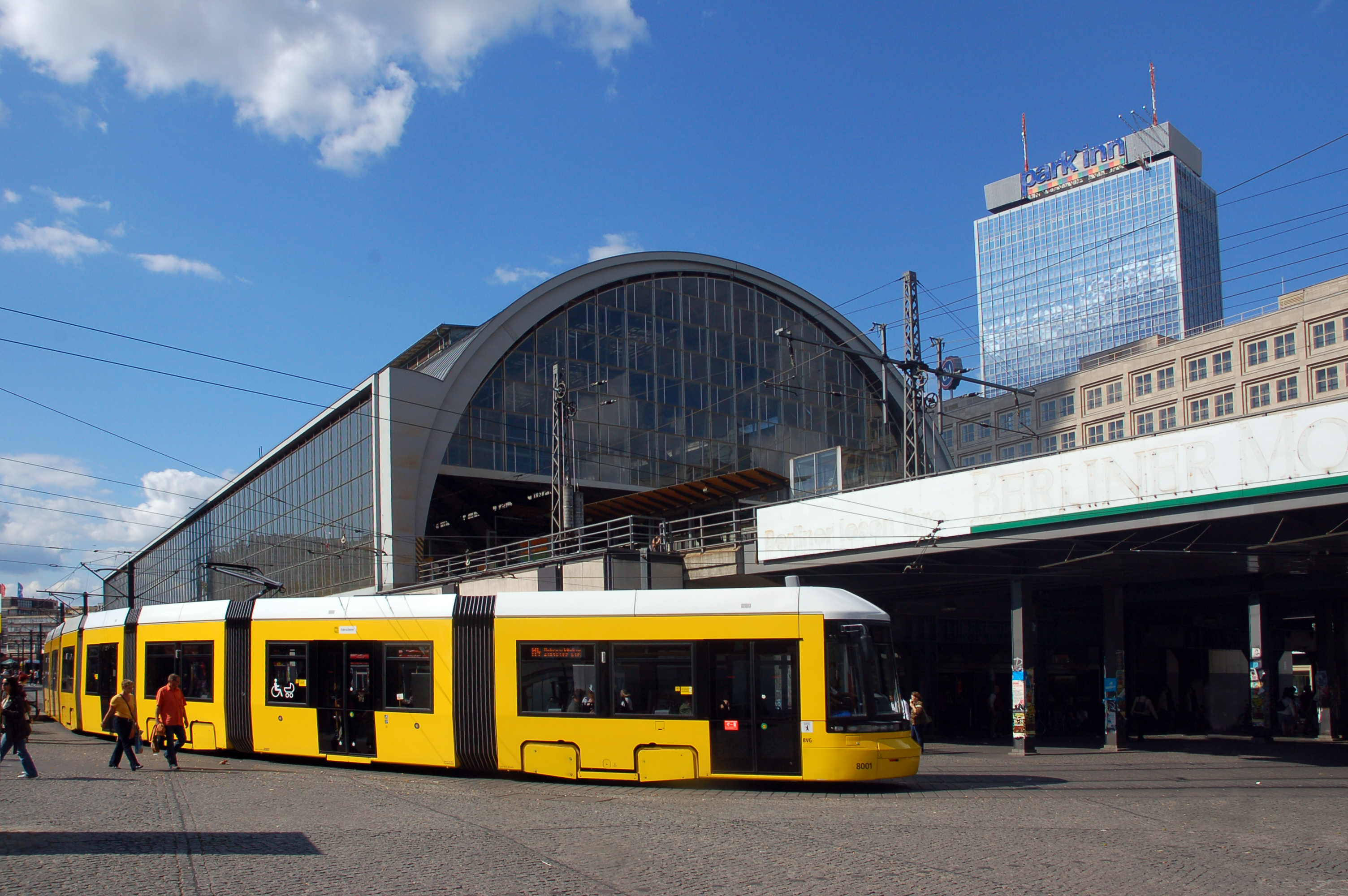
Straßenbahn am Bahnhof

Am Bahnhof bestehen Umsteigemöglichkeiten zu den Straßenbahnlinien M2, M4, M5 und M6, den Omnibuslinien 100, 200, 248 und 300 sowie den Nachtbuslinien N2, N5, N8, N40, N42 und N65. Es gibt dabei drei Haltestellen der Straßenbahn: die Linie M2 hält auf der Nordseite des Empfangsgebäudes, die übrigen Linien halten zum einen auf der Südseite des Bahnhofs und zum anderen auf dem Alexanderplatz an den nördlichen Zugängen zum U-Bahnhof.
Im Berliner Nachtverkehrsnetz ist der Alexanderplatz neben dem S- und U-Bahnhof Zoologischer Garten einer der zentralen Umsteigepunkte.